# Nikša Dobud
Nikša Dobud (Dubrovnik, 5. kolovoza 1985.), bivši dugogodišnji kapetan Vaterpolskog kluba Jug Croatia osiguranje. Igra na poziciji centra i prošao je sve uzrasne kategorije u matičnom klubu. Visok je 200 centimetara i težak 125 kilograma.
Za prvu momčad Juga debitirao je u sezoni 2002./03.
U reprezentaciji Hrvatske debitirao je 2006. godine, ali zbog iznimno jake konkurencije na poziciji centara nije bio u sastavu koji je osvojio zlato u Melbourneu 2007., kao ni na Olimpijskim igrama u Pekingu 2008. Danas je stožerni igrač Hrvatske i bez njega je nemoguće zamisliti igru naše reprezentacije.
Osim što je osvojio zlatnu medalju, na Olimpijskim igrama u Londonu 2012. godine proglašen je najboljim centrom svijeta, a posebna priznanja uslijedila su i u 2013. u kojoj je u anketi Večernjeg lista proglašen najboljim vaterpolistom Hrvatske, a dobitnik je i državne nagrade za sport Franjo Bučar.
Zbog incidenta na utakmici s beogradskim Partizanom krajem prosinca 2014. određena mu je novčana kazna, oduzeta kapetanska traka i izbačen je iz prve momčadi. Naime, u bazenu je šakom u glavu udario Marka Manojlovića i razbio mu arkadu. Na mjestu kapetana naslijedio ga je vratar Marko Bijač.
Nakon četverogodišnje suspenzije zbog navodnog izbjegavanja dopinškog testiranja, od travnja 2019. igrao je za talijanski Pro Recco.

## Vanjske poveznice
- Ch. League, Dobud: "Non vedo l'ora che inizi la gara"
- Nikša Dobud is back!
- NIKŠA DOBUD Život mi se promijenio preko noći. Ostao sam jak i stisnuo zube
- Nikša Dobud i Tony Azevedo ujedinili su snage u projektu "Dubrovnik Waterpolo Island"
- Uzbuđen sam kao da mi je ovo debi za reprezentaciju